# Pokłonienie, moj nade wszytki namilejszy
Pokłonienie, moj nade wszytki namilejszy – polski średniowieczny list miłosny z XV wieku.
Rękopis utworu znajduje się w bibliotece Polskiej Akademii Umiejętności w Krakowie. Tekst został prawdopodobnie zapisany w trzeciej ćwierci XV wieku w środowisku Akademii Krakowskiej. W tym samym kodeksie znajduje się również wierszowany list Dawnom zwiedził cudze strony.
Utwór pisany jest częściowo rymowaną prozą. Stanowi on wzór listu miłosnego pisanego przez młodzieńca do panny. Zaczyna się od pozdrowienia i wyznania miłości. Dalej następuje pochwała młodzieńca wyróżniającego się uczonością i mądrością, w której przywoływane są postaci, takie jak Arystoteles, Salomon, Parys, Cyceron, Owidiusz. List kończy się zapewnieniem o nieustającej tęsknocie i prośbą o pocieszenie.